# Droga wojewódzka 671
Die Droga wojewódzka 671 (DW 671) ist eine 90 Kilometer lange Droga wojewódzka (Woiwodschaftsstraße) in der polnischen Woiwodschaft Podlachien, die Sokoły und Sokolany verbindet. Sie liegt im Powiat Wysokomazowiecki, im Powiat Białostocki, im Powiat Moniecki und im Powiat Sokólski.

## Straßenverlauf
Woiwodschaft Podlachien, Powiat Wysokomazowiecki
-  Sokoły (DW 678)

Woiwodschaft Podlachien, Powiat Białostocki
-  Anschlussstelle, Jeżewo Stare (S 8, E 67, DK 67)
-  Tykocin
-  Brücke (Narew)

Woiwodschaft Podlachien, Powiat Moniecki
-  Knyszyn (DK 65)

Woiwodschaft Podlachien, Powiat Sokólski
-  Korycin (DK 8, E 67)
-  Mielniki (DK 8, E 67)
-  Sokolany (DW 673)